# Anonychomyrma myrmex
Anonychomyrma myrmex is een mierensoort uit de onderfamilie van de Dolichoderinae. De wetenschappelijke naam van de soort is voor het eerst geldig gepubliceerd in 1947 door Donisthorpe.